# Блажевич, Иван Иванович
Иван Иванович Блажевич (Ионас Ионасович Блажявичюс, 7 января 1903, м. Олькеники, Трокский уезд, Виленская губерния — 24 апреля 1945, Берндорф, Австрия) — советский военачальник, Герой Советского Союза (28.04.1945). Генерал-майор (2.11.1944).

## Начальная биография
Иван Иванович Блажевич родился 7 января 1903 года в местечке Олькеники. По национальности поляк. Из семьи рабочего. С 11 лет работал на лесопилке.
В 1915 году во время германского наступления в Первой мировой войне семья была эвакуирована в Калужскую губернию. Там работал на Гончаровской бумажной фабрике в поселке Полотняный завод.

## Военная служба

### Гражданская война
С апреля 1918 года служил в рядах Красной Армии. Принимал участие в Гражданской войне. Сначала зачислен красноармейцем в 29-й запасной кавалерийский полк в Калуге. В феврале 1919 года переведён в кавалерийский дивизион ВЧК в Москве, в составе которого принимал участие в подавлении восстания в Медынском уезде Калужской губернии. В апреле в связи с начавшимся «Весенним наступлением» армии адмирала А. В. Колчака весь кавалерийский дивизион был направлен на Восточный фронт и включён в 24-й кавалерийский полк 24-й Симбирской Железной стрелковой дивизии. В этом полку Иван Блажевич воевал около года, участвовал в Уфимской и других операциях, был ранен.
В мае 1920 года направлен на учёбу на Тверские кавалерийские курсы, откуда вскоре переведён на 18-е Калужские советские пехотные командные курсы. В июле 1920 года в связи с началом наступления армии генерала Н. П. Врангеля в Северной Таврии была сформирована Московско-Петроградская сводная бригада курсантов и направлена на Южный фронт, в этой бригаде Блажевич зачислен во 2-й Московский курсантский полк старшиной роты. Воевал против войск генерала П. Н. Врангеля под Ореховом и Мелитополем, а затем в Перекопско-Чонгарской наступательной операции. По окончании боевых действий в Крыму в ноябре 1920 года с бригадой вернулся в Москву, где бригада была расформирована, а он продолжил учёбу. Окончил курсы в мае 1921 года.
В 1920 году вступил в ВКП(б).

### Межвоенное время
После окончания курсов командовал взводом и ротой в 1-й Московской стрелковой бригаде, с августа 1921 года — командир роты в батальоне ОСНАЗ ВЧК вооружённых сил Украины и Крыма (Харьков). В ноябре 1921 года направлен учиться в Объединённую высшую военную школу им. С. С. Каменева в Киеве. Однако вскоре по состоянию здоровья вынужден был прекратить учёбу. Направлен для продолжения службы в ту же 24-ю Самарскую Железную стрелковую дивизию, в которой он воевал на Гражданской войне. Теперь дивизия входила в состав Украинского военного округа. Там Блажевич служил командиром взвода в 72-м Петроградском стрелковом полку (Жмеринка). С августе 1922 по февраль 1923 года был командиром летучего отряда от этого полка и участвовал в борьбе с бандитизмом в Подольской губернии. Затем продолжал служить в этом же полку командиром стрелкового взвода и взвода полковой школы, врид начальника школы и командиром роты.
С декабря 1929 года — курсовой командир Киевской пехотной школы имени Рабочих Красного Замоскворечья, с октября 1931 года командовал там же ротой курсантов. С июня 1933 года — начальник штаба 21-го стрелкового полка 7-й стрелковой дивизии имени М. В. Фрунзе в Украинском ВО, с сентября 1933 — начальник штаба 8-го стрелкового полка 3-й стрелковой Крымской дивизии Украинского ВО (Феодосия). С мая 1936 по январь 1937 года проходил парашютные сборы в 43-й авиабригаде, где был командиром отдельного парашютно-десантного отряда и лично совершил 29 прыжков с парашютом. После одного неудачного прыжка перенёс несколько операций, однако продолжил службу. По окончании сборов вернулся в 8-й стрелковый полк на прежнюю должность.
Ещё в 1935 году, когда майор Блажевич был начальником штаба 8-го стрелкового полка и готовился к поступлению в академию, после одного из выступлений перед молодёжью на него поступил донос в органы НКВД «о контрреволюционных высказываниях». После разбирательства в 1936 году ему был объявлен выговор по партийной линии. Но в декабре 1937 года после очередного доноса Блажевич был исключён из партии, а 19 июля 1938 года был арестован органами НКВД и уволен из армии. В ходе следствия виновным себя не признал. В апреле 1939 года Блажевич осуждён военным трибуналом Харьковского военного округа по статье 58¹ часть 1 («контрреволюционная агитация») к 4 годам исправительно-трудовых лагерей с лишением воинского звания. Однако сослуживцы по полку вступились за него и направили несколько жалоб в вышестоящие инстанции на несправедливый приговор. В результате дело было направлено на пересмотр и 23 августа того же года Военная коллегия Верховного Суда СССР прекратила дело Блажевича за отсутствием состава преступления. 5 сентября того же года он был освобождён.
В декабре 1939 года Блажевич был восстановлен в армии и исполнял должность старшего преподавателя тактики на Краснокутских курсах усовершенствования командного состава, с сентября 1940 года был начальником тактического цикла 2-й авиационной школы в городе Вольск. В 1940 году заочно поступил Военную академию РККА имени М. В. Фрунзе. За несколько дней до начала войны, в июне 1941 года, был назначен заместителем начальника штаба Управления ВВС Приволжского военного округа.

### Великая Отечественная война
В декабре 1941 года майор Блажевич был назначен на должность командира 13-й воздушно-десантной бригады (6-й воздушно-десантный корпус), формировавшейся в Уральском военном округе. В начале августа 1942 года корпус был преобразован в 40-ю гвардейскую стрелковую дивизию, а бригада — в 119-й гвардейский стрелковый полк, командиром которого стал Блажевич.
С августа 1942 года принимал участие в боях на фронтах Великой Отечественной войны. В составе 40-й гвардейской стрелковой дивизии полк под командованием Блажевича отличался в боях на Сталинградском (с августа 1942) и Донском (с ноября 1942) фронтах (дивизия последовательно входила в состав 1-й гвардейской, 21-й и 4-й танковой армий), принимая участие в оборонительном и наступательном этапах Сталинградской битвы. С ноября 1942 года состоял в распоряжении Военного совета 65-й армии Донского фронта, которая вела бои по уничтожению окруженной в Сталинграде 6-й немецкой армии.
С мая 1943 года — начальник штаба 96-й гвардейской стрелковой дивизии 5-й ударной армии на Юго-Западном фронте.
С июля 1943 года полковник Блажевич командовал 221-й стрелковой дивизией на Южном (с октября 1943 — 4-м Украинском) фронтах. Дивизия принимала участие в Миусской, Донбасской и Мелитопольской наступательных операциях, участвуя в прорыве Миус-фронта и в освобождении Донбасса, в том числе городов и посёлков Старый Крым и Осипенко. За отличные действия при освобождении в сентябре 1943 года города Мариуполь приказом наркома обороны СССР от 10 сентября 1943 года ей было присвоено почётное наименование «Мариупольская».
В декабре 1943 года полковник Блажевич был назначен командиром 14-й гвардейской воздушно-десантной дивизии резерва Ставки ВГК, которая в январе 1944 года преобразована в 99-ю гвардейскую стрелковую дивизию. В июне того же года дивизия в составе 37-го стрелкового корпуса прибыла в состав 7-й армии Карельского фронта и там в июне-июле участвовала в Свирско-Петрозаводской наступательной операции, особо отличившись при форсировании реки Свирь. Овладев плацдармом, дивизия продолжила наступление и к началу августа прошла с боями до 200 километров, освобождая южную Карелию. За эту операцию дивизии присвоено почётное наименование «Свирская».
В августе 1944 года дивизия вновь была преобразована и стала 99-й гвардейской воздушно-десантной дивизией. В феврале 1945 года она была включена в состав 37-го гвардейского стрелкового корпуса 9-й гвардейской армии и прибыла на 2-й Украинский фронт. Под командованием генерала Блажевича в марте-апреле 1945 года она принимала участие в Венской и Братиславско-Брновской наступательных операциях, освобождая Венгрию, Австрию и Чехословакию. Дивизия особо отличилась в ходе Венской операции. В первый день наступления, 16 марта 1945 года, генерал-майор Блажевич умело организовал действия дивизии по прорыву обороны противника, выполнив эту задачу за первые сутки наступления. За месяц наступления на территории Венгрии и Австрии дивизия освободила пять городов и 218 населённых пунктов. Были уничтожены 9 780 солдат и офицеров противника, 63 танка, 33 артиллерийских орудия, 10 самоходных артиллерийских установок, 50 бронетранспортёров и много иного вооружения; захвачены 897 пленных, 38 орудий, 2 самоходные установки, 48 самолётов, 8 железнодорожных эшелонов и много иного вооружения и военного имущества.
23 апреля 1945 года на северной окраине города Берндорф (Австрия) при смене командного пункта в ходе наступления, переходя с группой штабных офицеров к намеченной под командный пункт высотке, И. И. Блажевич подорвался на мине, получив тяжёлые ранения (взрывом оторвана нога) и в ночь на 24 апреля 1945 года умер.
Похоронен на Новодевичьем кладбище в Москве.
Указом Президиума Верховного Совета СССР от 28 апреля 1945 года за умелое командование дивизией и проявленные при этом мужество и героизм гвардии генерал-майору Ивану Ивановичу Блажевичу присвоено звание Героя Советского Союза.

## Память
- В Мариуполе Донецкой области в честь И. И. Блажевича была названа улица, а на доме № 213 была установлена мемориальная доска.
- Его имя носит сухогруз Украинского торгового флота.

## Награды
- Медаль «Золотая Звезда» (28.04.1945);
- Два ордена Ленина (21.02.1945, 28.04.1945);
- Два ордена Красного Знамени (26.11.1942, 03.11.1944);
- Орден Суворова 2-й степени (21.07.1944);
- Орден Кутузова 2-й степени (19.03.1944);
- Орден Александра Невского (28.03.1943);
- Орден Красной Звезды (1943);
- Медаль «За оборону Сталинграда» (вручена в 1943);
- Юбилейная медаль «XX лет Рабоче-Крестьянской Красной Армии»[7].